# Теннис на Всероссийской спартакиаде 2022
Соревнования по теннису на I-й Всероссийской Спартакиаде между субъектами РФ по летним видам спорта среди сильнейших спортсменов прошли с 22 по 28 августа 2022 года на территории Национального теннисного центра им. Самаранча в Москве, Россия. Соревнования прошли среди мужчин, среди женщин и в миксте: всего было разыграно 5 комплектов наград.

## Медалисты

### Одиночные турниры
| Категория | Золото                                | Серебро                                  | Бронза                              |
| Мужчины   | Иван Неделько (Санкт-Петербург)       | Марат Шарипов (Республика Татарстан)     | Тимур Киямов (Республика Татарстан) |
| Женщины   | Елена Приданкина (Московская область) | Александра Шубладзе (Ростовская область) | Амина Аншба (Москва)                |

### Парные турниры
| Категория | Золото                                  | Серебро                                           | Бронза                                                 |
| Мужчины   | Владимир Королёв Антон Чехов (Москва)   | Тимур Киямов Марат Шарипов (Республика Татарстан) | Дмитрий Долженков Илья Симакин (Республика Татарстан)  |
| Женщины   | Амина Аншба Софья Лансере (Москва)      | Анна Уреке Валерия Ющенко (Москва)                | Дарья Егорова Александра Шубладзе (Ростовская область) |
| Микст     | Владимир Королёв Софья Лансере (Москва) | Антон Чехов Амина Аншба (Москва)                  | Тимур Киямов Полина Кудерметова (Москва)               |

По итогам соревнований победителем командного зачёта стала сборная Москвы, второе место заняли представители Республики Татарстан, третье – Московской области.